# Roburent
Roburent (italià Roburent piemontès Arburent) és un municipi italià, situat a la regió del Piemont. L'any 2007 tenia 547 habitants. Està situat a la Val Tàner, dins de les Valls Occitanes. Limita amb els municipis de Frabosa Sobrana, Garessio, Montaldo di Mondovì, Ormea, Pamparato i Torre Mondovì.

## Administració
| Període | Identitat        | Partit        |
| ------- | ---------------- | ------------- |
| 2004-   | Bruno Vallepiano | Llista cívica |